# Нарцизовка (Житомирская область)
Нарцизовка (укр. Нарцизівка) — село на Украине, основано в 1917 году, находится в Пулинском районе Житомирской области.
Код КОАТУУ — 1825481503. Население по переписи 2001 года составляет 90 человек. Почтовый индекс — 12000. Телефонный код — 4131. Занимает площадь 0,502 км².

## Адрес местного совета
12010, Житомирская область, Пулинский р-н, с. Зелёная Поляна, ул. Кутузова, 11